# Chauncey Leopardi
Chauncey Leopardi (født 14. juni 1981) er en amerikansk tv-og film-skuespiller.

## Karriere
Leopardi har været med i film siden han var 5 år gammel, og er kendt for sin rolle som den elleve år gammle da Michael "Squints" Palledorous i filmen The Sandlot fra 1993. Han optrådte også som mobberen Alan White i den kortlivede komedie-drama-serie Freaks and Geeks (1999 – 2000) og som dennørdede Marine, Kyle, p CW nettets "Gilmore Girls". Han har optrådt i forskellige andre film og tv-serier, herunder i komedien Houseguest fra 1995. I 2007 genoptog han sin rolle som Michael 'Squints «Palledorous i den tredje af The Sandlot serien, fjorten år efter den oprindelige film.